# نورمان أوكس
نورمان أوكس (بالإنجليزية: Norman Oakes)‏ هو عسكري أسترالي، ولد في 24 فبراير 1926، وتوفي في 5 سبتمبر 2015.